# Marzena Matla
Marzena Matla – polska historyk, dr hab. nauk humanistycznych, profesor nadzwyczajny Instytutu Historii Wydziału Historii Uniwersytetu im. Adama Mickiewicza w Poznaniu.

## Życiorys
19 czerwca 2006 obroniła pracę doktorską Państwo Przemyślidów w X i pierwszej połowie XI wieku. Ekspansja terytorialna i jej polityczne uwarunkowania, 6 marca 2018 habilitowała się na podstawie pracy zatytułowanej Czeskie wpływy w życiu religijnym i piśmiennictwie państwa piastowskiego w X-XI w. Otrzymała nominację profesorską. Została zatrudniona na stanowisku adiunkta w Instytucie Historii na Wydziale Historii Uniwersytetu im. Adama Mickiewicza.
Pełni funkcję profesora nadzwyczajnego Instytutu Historii Wydziału Historii Uniwersytetu im. Adama Mickiewicza w Poznaniu.